# Religion und Sozialismus
Religion und Sozialismus (russisch Религия и социализм / Religija i sozialism, wiss. Transliteration Religija i socializm) ist eine Schrift von Anatoli Lunatscharski (1875–1933), worin er eine Verbindung zwischen Religion und Marxismus herzustellen versuchte.

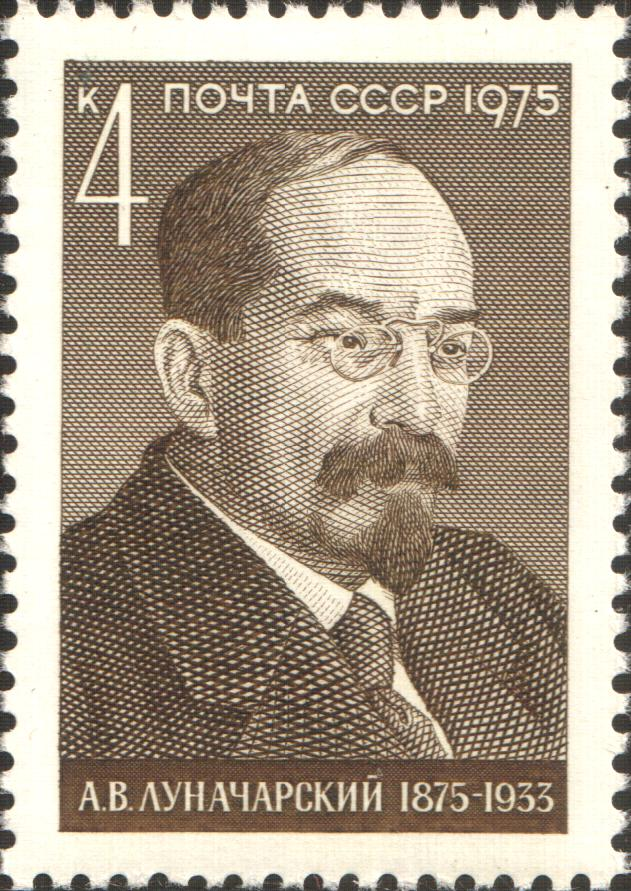
A. W. Lunatscharski (1875–1933) auf einer sowjetischen Briefmarke (1975)

## Inhalt
In seinem 1908–1911 in Sankt Petersburg erschienenen zweibändigen Werk vertrat Lunatscharski die Idee des  Gotterbauertums, indem er den Sozialismus als einen Weg zum „Eintritt in das gelobte Land auf Erden“ („войти в землю обетованную на земле“) und den Marxismus als den Höhepunkt des Strebens der Menschheit nach Befreiung von der Abhängigkeit von der Natur und dem Übernatürlichen betrachtete. Die Idee der kollektiven kommunistischen Unsterblichkeit war nicht so populär wie die christliche Idee und hat die Zahl der Anhänger des Sozialismus nicht erhöht. Nach scharfer Kritik an Lenin gab Lunatscharski zu, dass seine Ansichten falsch waren.

„Lunatscharski war überzeugt, dass der Sozialismus nach Marx nicht nur eine soziologische Notwendigkeit, sondern auch eine gute Sache sei. Und als solcher ist der Sozialismus nicht nur das Werk des Proletariats, sondern der gesamten Menschheit.“

Das Nachwort zu diesem Buch schrieb Anton Pannekoek, der zu diesem Thema mit dem gleichen Titel im Jahr 1906 bereits einen Vortrag gehalten hatte.

## Gliederung
INHALTSÜBERSICHT
- Vorwort (S. 7)

- Kapitel I. Was ist Religion?
  - Die Schwierigkeit der Definition (S. 20)
  - Sozialdemokraten über das Wesen der Religion (S. 22)
    - Plechanow, Engels, Pannekoek (S. 22)
    - Stampfer, Vandervelde (S. 25)
    - Ludwig Feuerbach (S. 30)
    - Josef Dietzgen (S. 32)

  - Die biologische Definition von Religion (S. 37)
  - Glaube und Zweifel (S. 45)

- Kapitel II. Der Ursprung der Religion und die wichtigsten Etappen ihrer Entwicklung
  - Organismus und Umwelt. Die erste Lösung des religiösen Problems(S. 51)
  - Die Bedeutung der primitiven Religion für den Menschen (S. 56)
  - Der Priester (S. 65)
  - Ein Prophet (S. 68)
  - Die moralische Überhöhung der Götter (S. 74)
  - Religiöse Widersprüche und ihre Versöhnung (S. 78)
  - Die Theorie der Sühne (S. 81)
  - Götterdämmerung. Eine zweite Lösung für das religiöse Problem (S. 86)
  - Die Mythologie der Arbeit (S. 95)

- Kapitel III. Metaphysik und Historismus in der Religion
  - Brahmanismus und Buddhismus (S. 108)
  - Mazdaismus (S. 123)

- Kapitel IV. Anthropologie und Kosmismus in der Religion
- Trends im Judentum (S. 139)
  - Die Tendenzen des Hellenismus (S. 149)

- Kapitel V. Ein Überblick über die Entwicklung der jüdischen Religiosität
  - Die vorproletarische Zeit. Das Aufkommen des Jehowismus (S. 162)
  - Der Klassenkampf (S. 165)
  - Jesaja (S. 169)
  - Jeremia (S. 173)
  - Die Gesetzgebung des Mose (S. 176)
  - Der biblische Geist und die Religion der Arbeit (S. 184)

- Kapitel IV. Ein Überblick über die Entwicklung der hellenischen Religiosität
  - Anthropomorphismus und Harmonie (S. 191)
  - Der Mythos des Übermenschen (S. 197)
  - Die Zerrüttung der Harmonie (S. 201)
  - Religiöse Philosophie der Hellenen (S. 209)
  - Das System der absoluten Ordnung (S. 210)
  - Das System der Sehnsucht nach Vollkommenheit (S. 216)
  - Individualistischer Idealismus (S. 224)